# الجرف (حجة)

تعديل مصدري - تعديل

الجرف هي إحدى قرى عزلة هربة بمديرية حجة التابعة لمحافظة حجة، بلغ تعداد سكانها 53 نسمة حسب تعداد اليمن لعام 2004.